# Béka (auteur)
Pour les articles homonymes, voir Béka.
|  |

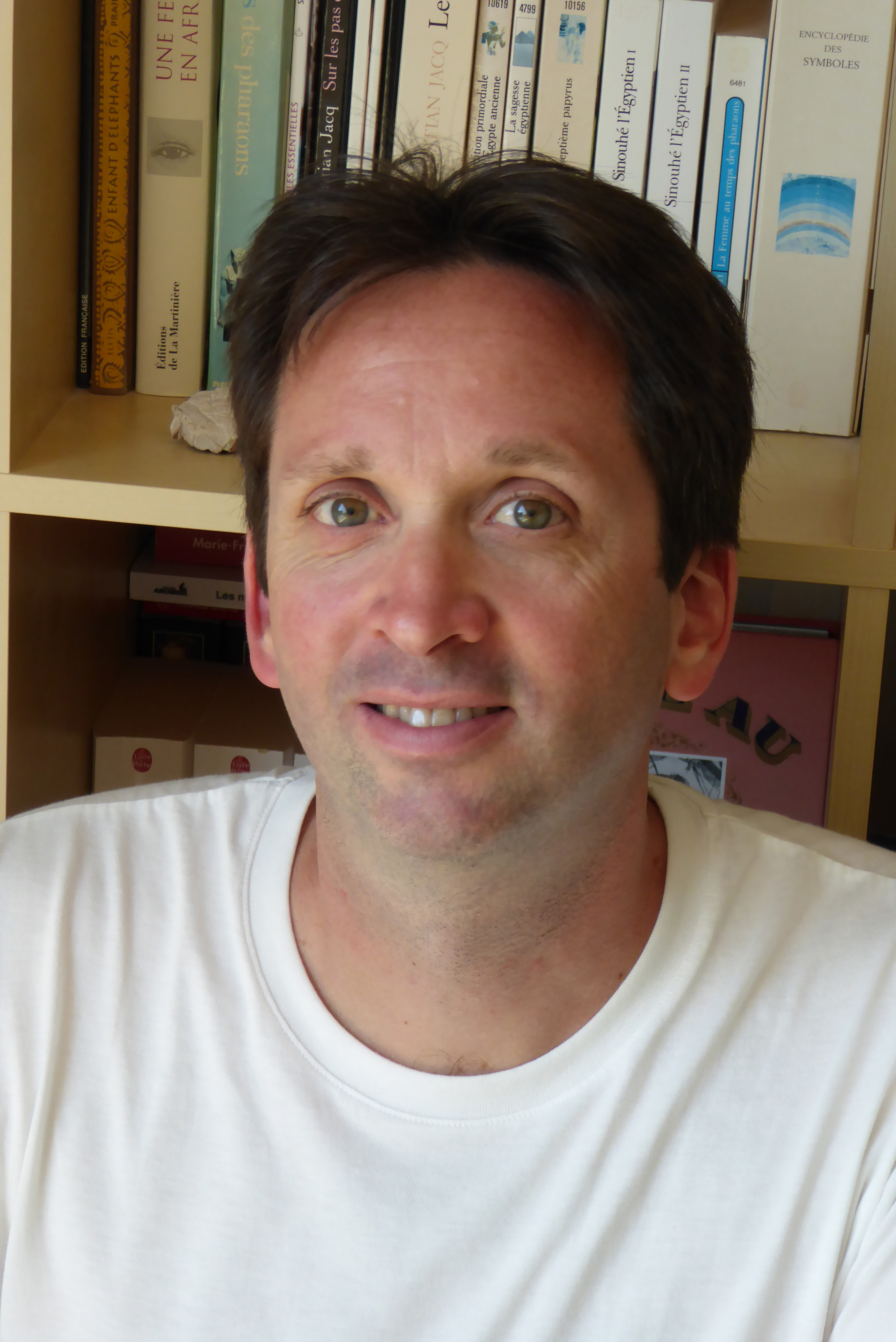
Bertrand Escaich (BeKa)

Béka est le pseudonyme du couple de scénaristes français, Bertrand Escaich (né en 1973) et Caroline Roque (née en 1975). Leur pseudonyme s'orthographie plus généralement BeKa.

## Biographie
En 1999, alors que Bertrand Escaich poursuit ses études de sciences, il envoie quelques projets à des éditeurs. Il publie alors ses premiers albums et quitte peu à peu l'Université Paul Sabatier de Toulouse. Il fréquente des cours de danse africaine, où il fait la connaissance de Caroline Roque, alors étudiante en doctorat de chimie.
Caroline Roque écrit des scénarios de bande dessinée et des romans jeunesse. Une de ses nouvelles reçoit le prix des cinémas d’Art et d’Essai à Toulouse[réf. nécessaire].
À la demande d'Olivier Sulpice, PDG des éditions Bamboo, les BeKa reprennent en 2003 les scénarios de séries déjà existantes : Les Foot Maniacs, Les Fonctionnaires et Les Fourmidables. En 2005, ils créent la série Les Rugbymen avec le dessinateur Poupard, qui devient une des meilleures ventes des éditions Bamboo (près de 3 millions d'exemplaires). En 2007, avec le dessinateur Crip, les BeKa créent la série Studio Danse qui dépasse le million d'exemplaires vendus. Avec Chinn (Bamboo, deux tomes parus en 2008), Bertrand Escaich reçoit le prix des collégiens du festival d'Angoulême en 2009, le grand prix des lecteurs du ‘Journal de Mickey' 2008, et le prix BD-Boum du conseil général de Blois 2008[source insuffisante],,,,. Caroline Roque, quant à elle, adapte en romans jeunesse deux de leurs séries BD chez Bamboo Poche : Les Petits Rugbymen et Studio Danse.
À partir de 2011, BeKa publie, avec le dessinateur Marko, aux éditions Dargaud la série GEO BD (4 tomes parus) consacrée aux ethnies du monde en collaboration avec le magazine Géo. Puis, en 2013-2014, sortent deux albums dans la collection « Voyage » chez Bamboo, conçus avec le même dessinateur, qui conduisent les héros Ben et Nina en Chine puis en Inde. Ils développent ensuite en BD Les aventures de Teddy Riner, une série consacrée au judoka Teddy Riner, (avec Jikkô au dessin) avant de créer la série Les Fées Valentines avec Crip. Puis, en 2021, ils publient la série Filles Uniques, dessinée par Camille Méhu.
Aux éditions Bamboo, le couple BeKa publie de nouvelles séries : Planète Gaspard avec Domas au dessin, L'Atelier Détectives avec Sandrine Goalec, Le Blog de... avec Grégoire Mabire, et Le jour où..., la première série de feel-good-BD, dessinée par Marko.
Pour les éditions Dupuis, le duo BeKa créent avec le dessinateur David Etien un spin off centré sur le personnage du comte de Champignac, un personnage créé par André Franquin en 1951, dans l'album Il y a un Sorcier à Champignac de la série Spirou et Fantasio. En 2020, ils écrivent le tome 65 de la série les Tuniques Bleues,,,,,
De nouvelles séries voient le jour aux éditions Dupuis : Cœur Collège, dessiné par Maya, A-lan, dessiné par Thomas Labourot, L'Ecole des Petits Monstres, dessiné par Bob, Les Cœurs de Feraille, dessiné par José Luis Munuera.
La plupart de leurs albums sont mis en couleurs par Maëla Cosson.

## Œuvres
- Les Fonctionnaires, Bamboo Édition (série créée par Bloz et M'Duc, reprise par le duo BeKa durant 8 tomes)

4. Grève sans préavis, scénario de Béka, dessins de Bloz, 2003  (ISBN 2-912715-91-1)
5. Corruption de fonctionnaires, scénario de Béka, dessins de Bloz, 2004  (ISBN 2-915309-16-7)
6. Employés des tas, scénario de Béka, dessins de Bloz, 2005  (ISBN 2-915309-73-6)
7. Ami public no 1, scénario de Béka, dessins de Bloz, 2006  (ISBN 2-350-78113-5)
8. Bureau sans tabac, scénario de Béka, dessins de Bloz, 2007  (ISBN 978-2-350-78288-1)
9. Réussite professionnelle, scénario de Béka, dessins de Bloz, 2008  (ISBN 978-2-350-78457-1)
10. Plein pots !, scénario de Béka, dessins de Bloz, 2009  (ISBN 978-2-350-78708-4)
11. Restons zen !, scénario de Béka, dessins de Bloz, 2010  (ISBN 978-2-8189-0025-3)
HS1. Le Bêtisier de l'administration, scénario de Béka, dessins de Bloz, 2013  (ISBN 978-2-8189-2379-5)
HS2. Best Of 10 ans Bamboo, scénario de Béka, dessins de Bloz, 2008  (ISBN 978-2-350-78489-2)
HS3. Best Of - Le Petit Chef, scénario de Béka, dessins de Bloz, 2010  (ISBN 978-2-350-78841-8)
- Les Foot Maniacs, Bamboo Édition (série créée par Jenfèvre et Sulpice, reprise par le duo BeKa durant 6 tomes)

Tome 2, scénario de BeKa, dessins de Jack, 2004  (ISBN 2-912715-89-X)
Tome 3, scénario de BeKa, dessins de Jack, 2005  (ISBN 2-915309-66-3)
Tome 4, scénario de BeKa, dessins d'Olivier Saive, 2006  (ISBN 2-350-78091-0)
Tome 5, scénario de BeKa, dessins d'Olivier Saive, 2007  (ISBN 978-2-350-78248-5)
Tome 6, scénario de BeKa, dessins d'Olivier Saive, 2008  (ISBN 978-2-350-78395-6)
Tome 7, scénario de BeKa, dessins d'Olivier Saive, 2009  (ISBN 978-2-350-78647-6)
HS. Best Of 10 ans Bamboo, scénario de BeKa et Olivier Sulpice, dessins de Jenfèvre et Olivier Saive, 2008  (ISBN 978-2-350-78493-9)
- Les Fourmidables, dessins de Vincent Deporter, Bamboo Édition

2. Cirques divers, scénario de BeKa, 2004  (ISBN 2-915309-05-1)
- Les Rugbymen, scénario de BeKa, dessins de Poupard, Bamboo Édition[2],[12],[19],[20]

1. On va leur mettre les poings sur les yeux !, 2005  (ISBN 2-915309-61-2)
2. Si on gagne pas, on a perdu !, 2005  (ISBN 2-350-78048-1)
3. On n'est pas venus pour être là !, 2006  (ISBN 2-350-78073-2)
4. Dimanche prochain, on jouera Samedi !, 2007  (ISBN 978-2-350-78228-7)
5. On va gagner avec le lard et la manière, 2007  (ISBN 978-2-350-78299-7)
6. On commence à fond, puis on accélère !, 2008  (ISBN 978-2-350-78384-0)
7. Le résultat, on s'en fout ! il faut gagner !, 2009  (ISBN 978-2-350-78586-8)
8. En face, ils ont 15 bras et 15 jambes, comme nous !, 2010  (ISBN 978-2-350-78826-5)
9. Si on gagne, c'est le gâteau sur la cerise !, 2011  (ISBN 978-2-8189-0690-3)
10. Les gars, ensemble on est un groupe électrogène !, 2012  (ISBN 978-2-8189-0834-1)
11. On mène, mais gardons les pieds sur la tête !, 2013  (ISBN 978-2-8189-2216-3)
12. Aujourd'hui, on laisse le cerveau au vestiaire ! 2014  (ISBN 978-2-8189-2548-5)
13. Ruck and maul pour un maillot, 2015  (ISBN 978-2-8189-3399-2)
14. On a déboulé à Marcatraz !, 2016  (ISBN 978-2-8189-3471-5)
15. On est 15, comme les 5 doigts de la main !, 2017  (ISBN 978-2-8189-4072-3)
16. Le rugby, c'est un sport de compact !, 2018  (ISBN 978-2-8189-4072-3)
17. On s'en fout qui gagne, tant que c'est nous !, 2019  (ISBN 978-2-8189-6721-8)
18. Le rugby, c'est un sport de gonzesses !, 2020  (ISBN 978-2-8189-7492-6)
19. À partir de maintenant, on fait comme d'habitude ! , 2021  (ISBN 978-2-8189-8369-0)
20. On va finir en botté !, 2022  (ISBN 978-2-8189-9201-2)

Ruck and maul pour un maillot, édition de luxe, 2015   (ISBN 978-2-8189-4377-9)
Les Best Or : Le Rugby en BD, 2011  (ISBN 978-2-8189-0254-7)
Les best Or : La 3e Mi-temps, 2012  (ISBN 978-2-8189-2207-1)
Les best Or : Spécial Castagne, 2013  (ISBN 978-2-8189-2524-9)
La Grande Famille du Tournoi, 2015  (ISBN 978-2-8189-3234-6)
Best Of 10 ans Bamboo, 2008  (ISBN 978-2-350-78494-6)
Best Of : On va la gagner cette fameuse coupe !, 2007  (ISBN 978-2-350-78420-5)
Le Quiz, 2009  (ISBN 978-2-350-78594-3)
- Le Rugby et ses règles, Livre co-écrit avec l'arbitre Joël Jutge

Première édition, 2010  (ISBN 978-2-8189-0028-4)
Edition 2018 réactualisée, 2018  (ISBN 978-2-8189-4414-1)
- Les Petits Rugbymen romans jeunesse, texte de Caroline Roque sur une idée des Béka, dessins de Poupard, Bamboo Édition, collection Bamboo Poche

1. Le Pic du grand maul, 2010  (ISBN 978-2-350-78921-7)
2. L'Interro et la surprise, 2011  (ISBN 978-2-8189-0268-4)
3. Mystère à rugby, 2012  (ISBN 978-2-8189-0846-4)
4. Le tournoi des six vallées, 2013  (ISBN 978-2-8189-2386-3)
5. La colo, 2014  (ISBN 978-2-8189-3083-0)

La Compil tomes 1,2 et 3, 2014  (ISBN 978-2-8189-3175-2)
- Studio Danse, scénario de Béka, dessins de Crip, Bamboo Édition[3]

Tome 1, 2008  (ISBN 978-2-350-78413-7)
Tome 2, 2008  (ISBN 978-2-350-78465-6)
Tome 3, 2009  (ISBN 978-2-350-78605-6)
Tome 4, 2010  (ISBN 978-2-350-78827-2)
Tome 5, 2010  (ISBN 978-2-8189-0164-9)
Tome 6, 2011  (ISBN 978-2-8189-0734-4)
Tome 7, 2012  (ISBN 978-2-8189-2203-3)
Tome 8, 2013  (ISBN 978-2-8189-2533-1)
Tome 9, 2015  (ISBN 978-2-8189-3206-3)
Tome 10, 2017  (ISBN 978-2-8189-4274-1)
Tome 11, 2019  (ISBN 978-2-8189-6737-9)
Tome 12, 2020  (ISBN 978-2-8189-7680-7)
- Studio Danse romans jeunesse, texte de Caroline Roque sur une idée des Béka, dessins de Poupard, Bamboo Édition, collection Bamboo Poche
  1. Le destin de Prune, 2010  (ISBN 978-2-350-78963-7)
  2. Pas de danse pour Alia, 2011  (ISBN 978-2-8189-0593-7)
  3. Flash Mob Dance à Paris, 2012  (ISBN 978-2-8189-0899-0)
  4. Le grenier aux étoiles, 2013  (ISBN 978-2-8189-2228-6)
  5. Camille amoureuse, 2014  (ISBN 978-2-8189-2562-1)

La Compil tomes 1,2 et 3, 2014  (ISBN 978-2-8189-3173-8)
- Géo BD, scénario de Béka, dessins de Marko, Dargaud, collection Géo BD

1. Le Crochet à nuages, une aventure au pays Dogon[8], 2011  (ISBN 978-2-205-06437-7)
2. La Conteuse des glaces, une aventure en pays Inuit[21], 2012  (ISBN 978-2-205-06817-7)
3. Les Enfants de l'ombre, une aventure en pays Miao[21], 2012  (ISBN 978-2-205-07015-6)
4. La voleuse de chocolat, une aventure en pays Shuar[22], 2015  (ISBN 978-2-205-07277-8)

- Voyage en..., scénario de Béka, dessins de Marko, Bamboo Édition, collection Bamboo Humour

1. Voyage en Chine, 2013  (ISBN 978-2-8189-2303-0)
2. Voyage en Inde, 2014  (ISBN 978-2-8189-2653-6)

- Les Aventures de Teddy Riner[9],[10], scénario de BeKa, dessins de Jikkô, Dargaud

1. La colère du dragon, 2016  (ISBN 978-2-205-07420-8)
2. La force des vagues, 2016  (ISBN 978-2-205-07579-3)
3. L'Ile de L'Enfer, 2018  (ISBN 978-2205-07710-0)

- Les fées Valentines, scénario de BeKa, dessins de Crip et couleur de Maëla Cosson, Dargaud[11]

1. Traversine au bois dormant, 2016  (ISBN 978-2-205-07512-0)
2. Une chaussure à son pied, 2018  (ISBN 978-2205-07674-5)
3. Une belle s'embête, 2019  (ISBN 978-2205-08199-2)
4. La Princesse des neiges, 2020  (ISBN 978-2205-08506-8)
5. Les Sorcières de la rébellion, 2021  (ISBN 978-2205-08904-2)

- Planète Gaspard, scénario de BeKa, dessin de Domas, Bamboo Édition[11]

1. L'ami imaginaire, 2016  (ISBN 978-2-8189-4029-7)
2. Un amour de Lilas, 2017  (ISBN 978-2-8189-4080-8)

- L'atelier détectives, scénario de BeKa, dessin de Sandrine Goalec, Bamboo Édition

1. Les Mystères de la nuit, 2017  (ISBN 978-2-8189-4081-5)
2. Secrets d'école, 2018  (ISBN 978-2-8189-4166-9)

- Le jour où..., scénario de BeKa, dessins de Marko, couleurs de Maëla Cosson, Bamboo Édition

1. Le jour où le bus est reparti sans elle[11],[12],[23], 2016  (ISBN 978-2-8189-3602-3)
2. Le jour où elle a pris son envol[24], 2017  (ISBN 978-2-8189-4163-8)
3. Le jour où elle n'a pas fait Compostelle[25], 2018  (ISBN 978-2-8189-4683-1)
4. Le jour où il a suivi sa valise[26], 2019
5. Le jour où la nuit s'est levée, 2019  (ISBN 978-2-8189-7673-9)
6. Le jour où le bonheur est là, 2021  (ISBN 978-2-8189-8638-7)
7. Le jour où les liens se tissent, 2023  (ISBN 978-2-8189-9780-2)

- Le Blog de..., scénario de BeKa, dessins et couleurs de Grégoire Mabire, Bamboo Édition

1. Le Blog de Nina, grand prix des Lecteurs du Journal de Mickey 2017[27], 2017  (ISBN 978-2-8189-4164-5)
2. Le Blog de Charlotte[7], 2018  (ISBN 978-2-8189-4491-2)
3. Le Blog de Léonie, 2019  (ISBN 978-2-8189-6692-1)
4. Le Blog de Cléo, 2020  (ISBN 978-2-8189-7571-8)

- Mission Capitale Roman aux éditions Rageot

1. # Londres, 2018  (ISBN 978-2-7002-5642-0)
2. # Bruxelles, 2019  (ISBN 978-2-7002-5926-1)

- Le Chemin des fous, scénario de BeKa, dessins de Poupard, couleurs d'Olivier Astier et Sylvain Frecon, Bamboo Edition, 2018  (ISBN 978-2-8189-4460-8)

- Champignac, scénario de BeKa, dessins de David Etien, Éditions Dupuis

1. Enigma, 2019  (ISBN 978-2-8001-74785)
2. Le Patient A, 2021  (ISBN 979-1-0347-4924-9)
3. Quelques atomes de carbone, 2023  (ISBN 979-10-34768-48-6)

- Les Tuniques bleues, scénario de BeKa et Munuera, dessins de José Luis Munuera, Éditions Dupuis

Tome 65 L'Envoyé Spécial, 2020,,,,,
- SCIENCE INFUSE, scénario de BeKa et Chacma, dessins de J. Mariolle, couleurs de L. Croix, Bamboo Editions

1. L'Espace temps, 2022  (ISBN 978-2-8189-8463-5)

- Filles Uniques, scénario de Beka, dessins de Camille Méhu, Editions Dargaud

1. Paloma, 2021  (ISBN 978-2-5050-8709-0)
2. Céleste, 2022  (ISBN 978-2-5051-1279-2)
3. Sierra, 2022  (ISBN 978-2-5051-1644-8)

- Cœur Collège, scénario de Beka, dessins de Maya, Éditions Dupuis

1. Secrets d'amour, 2021  (ISBN 979-1-0347-5420-5)
2. Chagrins d'amour', 2022  (ISBN 979-1-0347-6265-1)
3. Un chant d'amour, 2022  (ISBN 979-1-0347-6300-9)
4. La planète de l’amour, 2023  (ISBN 979-1-0347-6872-1)
5. L’amour à nu, 2024  (ISBN 978-2-8085-0498-0)

- A-lan, scénario de Beka, dessins de Labourot, Éditions Dupuis

1. Le secret de Wabisabi, 2022  (ISBN 979-1-0347-5271-3)

- L'Ecole des Petits Monstres, scénario de Beka, dessins de Bob, couleurs de Maëla Cosson, Éditions Dupuis

1. Dur, dur, d'être Boloss, 2022  (ISBN 979-1-0347-5711-4)

- Les Cœurs de Ferraille, scénario de Beka, dessins de José Luis Munuera, Éditions Dupuis

1. Debry, Cyrano et moi, 2022  (ISBN 979-1-0347-6584-3)

- En langue anglaise (USA) : Dance Class.

1. So, you think you can hip-hop ?, writer Beka, artist Crip, Joe Johnson translation, Papercutz 2012  (ISBN 978-1-59707-254-0)
2. Romeo and Juliet, writer Beka, artist Crip, Joe Johnson translation, Papercutz 2012  (ISBN 978-1-59707-317-2)
3. African Folk Dance Fever, writer Beka, artist Crip, Joe Johnson translation, Papercutz 2012  (ISBN 978-1-59707-363-9)
4. A funny thing happened on the way to Paris, writer Beka, artist Crip, Joe Johnson translation, Papercutz 2013  (ISBN 978-1-59707-384-4)
5. To Russian with love, writer Beka, artist Crip, Joe Johnson translation, Papercutz 2013  (ISBN 978-1-59707-423-0)
6. A Merry Olde Christmas, writer Beka, artist Crip, Joe Johnson translation, Papercutz 2013  (ISBN 978-1-59707-442-1)
7. School Night Fever, writer Beka, artist Crip, Joe Johnson translation, Papercutz 2014  (ISBN 978-1-59707-504-6)
8. Snow White and the Seven Dwarves, writer Beka, artist Crip, Joe Johnson translation, Papercutz 2014  (ISBN 978-1-62991-057-4)
9. Dancing in the Rain, writer Beka, artist Crip, Joe Johnson translation, Papercutz 2015  (ISBN 978-1-62991-187-8)

## Prix et distinctions
- Grand Prix des lecteurs du journal de Mickey, 2008[7]
- Prix BD Boum du festival de Blois, 2008
- Prix des collégiens, festival d'Angoulême, 2009[5]
- Trophée lecture jeunesse 25° Heure du livre Le Mans 2011 pour Le crochet à nuages, tome 1, avec Marko[28]
- Prix de la meilleure BD jeunesse, festival de Puteaux 2013, avec Crip pour Studio Danse
- Trophée lecture jeunesse 25° Heure du Livre Le Mans 2014 pour La conteuse des glaces, avec Marko[28]
- Prix du public du festival d'Herouville-St-Clair 2017, avec Marko, pour Le jour où le bus est reparti sans elle
- Prix de la cité scolaire de Fumel pour l'image de la femme dans la BD, 2016-2017, avec Marko et Cosson, pour Le jour où le bus est reparti sans elle.
- Grand Prix des lecteurs du Journal de Mickey 2017, pour le Blog de Nina, avec Grégoire Mabire[27].
- Prix jeunesse Du vent dans les BD 2018, pour L'Atelier Détectives, avec Sandrine Goalec[29].
- Prix Honneur du festival de BDécines 2018 pour Le jour où le bus est reparti sans elle, avec Marko et Cosson[30]
- Prix de la BD Fnac Belgique 2019[31][source insuffisante] pour Champignac, tome 1 : Enigma avec David Etien (dessinateur)
- 2022: prix Conseil départemental pour A-Lan - Le secret de Wabisabi[32]